# Echinodorus reptilis
Echinodorus reptilis är en svaltingväxtart som beskrevs av Lehtonen. Echinodorus reptilis ingår i släktet Echinodorus och familjen svaltingväxter. Inga underarter finns listade.